# Хронологија радничког покрета и КПЈ 1931.
| претходна целина: ◄ 1920—1929. |                              |
| Хронологија радничког покрета и Комунистичке партије Југославије током 1930-их 1930. 1931. 1932. 1933. 1934. 1935. 1936. 1937. 1938. 1939. | следећа целина: 1940—1949. ► |

Хронолошки преглед важнијих догађаја везаних за Раднички покрет Југославије и Комунистичку партију Југославије (КПЈ), као и општа политичка дешавања која су се догодила у Краљевини Југославији током 1931. године.
| Јануар Фебруар Март Април Мај Јун Јул Август Септембар Октобар Новембар Децембар |

## Март

#### 25. март
- У Москви, од 25. марта до 13. априла, одржан Једанаести пленум Извршног комитета Комунистичке интернационале на коме се расправљало о проблемима светске економске кризе и опасностима од војне интервенције против Совјетског Савеза. У току Пленума, поднета су два реферата — О задацима Секција Коминтерне у вези са развојем економске кризе и нарастања у неким земљама револуционарне кризе и О опасности војне интервенције против СССР и задацима комуниста. Оцењено је да се буржоазија налази у кризи и да се зато спрема фашизацију и напад на Совјетски Савез, затим да европска социјалдемократија омета европску социјалистичку револуцију и зато је борба против социјалдемократије, „која доноси фашизам” оцењена као главна парола. У раду Пленума учествовали су Филип Филиповић, члан ИК Коминтерне и Милан Горкић, кандидат за члана ИК Коминтерне. Овом приликом, Филиповић је изабран за кандидата за члана Председништва Извршног комитета Коминтерне.[1]

## Мај

#### 7. мај
- Из затвора у Лепоглави у затвор у Марибору, пребачена група затвореника-комуниста, у којој су били Јосип Броз Тито, Јован Трајковић, Стеван Чоловић и Саломон Леви. Након што су ступили у везу са затвореницима-комунистима, који су раније доведени у Марибор, руководству затвора су припретили штрајком глађу, па су 7. јуна били пребачени у заједничку ћелију.[2]

## Јун

#### 17. јун
- На састанку Централне руководеће инстанце КПЈ дискутовано о кадровским проблемима, као и о карактеру изјава чланова Централног комитета КПЈ и осталих руководилаца, који су били предвиђени за повратак у земљу.[2]

## Август

#### 14. август
- У Загребу, од последица полицијске тортуре током 5,5 годишњег робијања, са коме је пуштен 13. маја, преминуо Златко Шнајдер (1903—1930), револуционар и политички секретар Централног комитета СКОЈ, од 1924. до 1926. године.[3][4]

## Септембар

#### 3. септембар
- Краљ Александар Карађорђевић прокламацијом донео нови Устав Краљевине Југославије, који је због тога познат као „Октроисани устав”. Пар дана касније, 10. септембра објављено је неколико задатака којима је био прописан поступак око избора Народне скупштине и Сената Краљевине Југославије. Овим чином званично је завршена Шестојануарска диктатура, уведена 6. јануара 1929. године.[3]

#### 30. септембар
- У Хрељину, код Бакра, ухапшен Божо Видас Вук (1894—1931), члан ЦК КПЈ. Он се у лето 1931. вратио у Југославију, како би помогао успостављање прекинутих партијских веза, али је био ухапшен. Почетком новембра исте године, убијен је на југословенско-мађарској граници, у близини места Руше, код Марибора.[5]

## Октобар

#### 15. октобар
- У Загребу, у поткровљу зграде на Воћарској цести, полиција у потрази за Јосипом Дебељаком, убијен Јосип Адамић (1907—1931), секретар Месног комитета СКОЈ-а за Загреб.[5][6]
- У Загребу, у стану у Маркушевачкој улици број 13, група полицијских агената, предвођена Јурајем Шпилером, открила и потом убила Јосипа Дебељака (1902—1931), члана ЦК КПЈ и секретара ЦК СКОЈ-а, који је крајем јула илегално дошао из Беча у Загреб, како би радио на оживљавању рада организација КПЈ и СКОЈ.[5][7]

## Новембар

#### 8. новембар
- Одржани избори за Народну скупштину Краљевине Југославије (први избори после увођења шестојануарске диктатуре). Због неслагања са „Законом о избору народних посланика“, који је донет свега два месеца пре избора, опозиција је одлучила да бојкотује изборе, тако да је на изборима била само једна листа — Југословенске радикалне сељачке демократије на челу са генералом Петром Живковићем, која је освојила све мандате. Од укупно 3.483.349 бирача на изборима је гласало 2.342.520 или 67,28%.[5]